# Heckpferd
Heckpferd eller heckponny (vetenskapligt namn Equus caballus gmelini, i jämförelse med den gamla vilda tarpanen "Equus ferus gmelini") är en hästras som skapades i början av 1930-talet i München i syfte att rekonstruera tarpanen. En heckponnyhjord lever halvvilt i ett skyddat skogsområde i Popielno i Polen samt i Bulgarien.

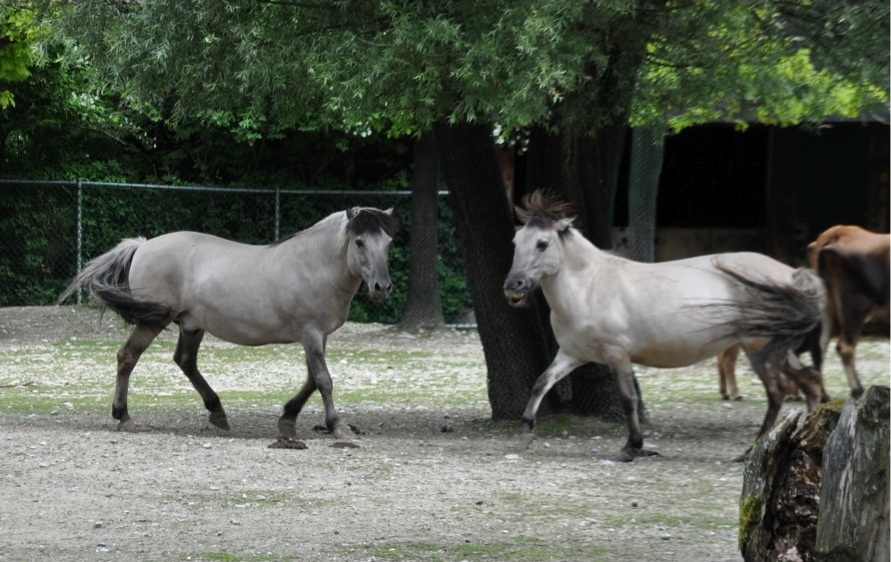
Heckpferd/heckponny

## Historia
Den första heckponnyn var ett hingstföl som föddes den 22 maj 1933 i djurparken Hellabrunn, i München. Det är ovanligt att återuppfödda raser får behålla det gamla namnet, så den nya rasen kallades heckponny efter de två bröder som återuppfött dem.

## Utseende
Färgen är musblack med ål (en mörkare rand längs ryggraden) och zebraränder på benen som ibland kan synas även på bålen. Den har en mankhöjd på runt 130–135 cm medan den gamla tarpanen troligtvis inte var mer än 120 cm. Att det är en vildhäst märks på behåringen. Pälsen är sträv och hårremmen tenderar att vitna under vintermånaderna. Det är också en extremt motståndskraftig ras. 

## Utbredning
Heckponnyn finns idag främst i Polen och Bulgarien men ett antal exemplar har även exporterats till USA. Det beräknas finnas runt 100 heckponnyer i världen. 

## Användning
De fungerar som ridhästar och verkar inte ha några problem med att bli hanterade av människor men de tål inte aggressivitet från människor. De har även en naturlig förmåga att hoppa och för att dra vagn. Rasen är både stark och uthållig och trots sin ringa storlek klarar den av att bära en vuxen människa. Instinkterna är starka och rasen är välkänd för att vara mycket envis.